# Marina procumbens
Marina procumbens là một loài thực vật có hoa trong họ Đậu. Loài này được (DC.) Barneby miêu tả khoa học đầu tiên.